# Land van Waaslaan
De Land van Waaslaan is een straat in Sint-Amandsberg (Gent) die begint aan de R40 aan de Dampoort en die vanaf het kruispunt overloopt in de Alfons Braeckmanlaan. De aanleg van de straat werd gestart tijdens de Eerste Wereldoorlog.

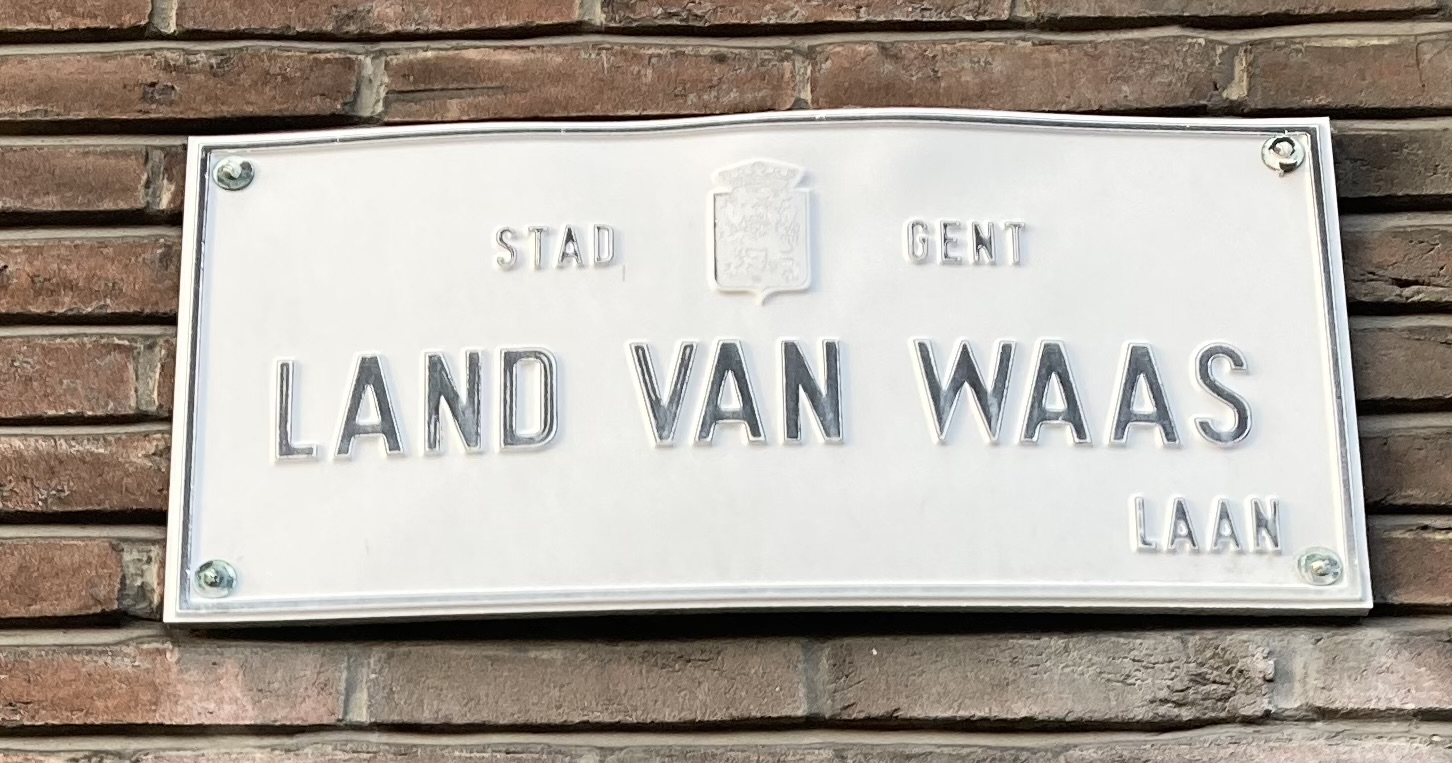
Straatnaambord Land van Waaslaan

## Geschiedenis

### Gare de Gand Waes
De Land van Waaslaan werd aangelegd op de vroegere spoorlijn Gent-Antwerpen. Het station Gare de Gand Waes werd op 9 augustus 1847 in gebruik genomen na de aanleg van het verlengstuk van de spoorweg tussen Sint-Niklaas en Gent. In de buurt werden een tweede station, Gare d'Eecloo, en een derde station, Gare du Champ des Manoeuvres of Station Gent-Oost, in 1862 in gebruik genomen. Door de aanleg van een nieuw spoorlijntraject tussen de Dampoortwijk en Destelbergen, verloor het station Gare de Gand Waes zijn belang. Net voor de Eerste Wereldoorlog (1912-1914) werden de sporen uitgebroken en kwam er plaats vrij voor de Land van Waaslaan.

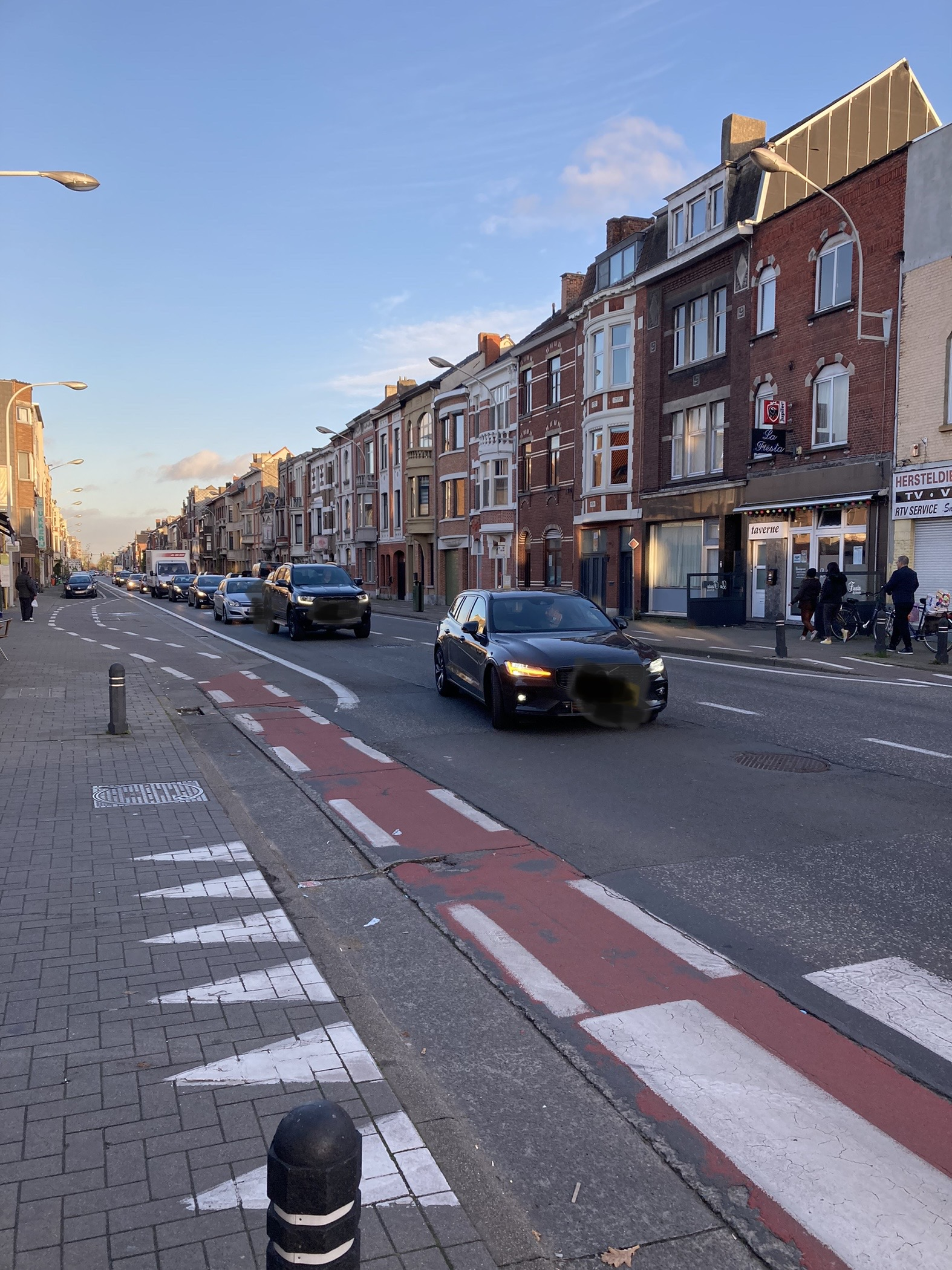
Land van Waaslaan (Sint-Amandsberg, Gent)

### Aanleg Land van Waaslaan
Tijdens de Eerste Wereldoorlog werd de Land van Waaslaan aangelegd. Door de oorlog liepen de werken heel wat vertraging op, waardoor het tot na de oorlog duurde voordat de laan bekleed werd met kasseistenen. De Land van Waaslaan was oorspronkelijk circa drie kilometer lang, strekte zich uit van de Dampoort tot aan het station van Destelbergen en omvatte de huidige Victor Braeckmanlaan en de Alfons Braeckmanlaan. Het spoorwegtracé van zestien meter werd verbreed tot een laan van twintig meter. De meeste huizen langs de laan stammen uit de periode van 1920 tot 1940. In het interbellum werden er vooral burgerhuizen, meergezinswoningen en driegevelvilla's gebouwd. De huizen zijn vooral gebouwd in art deco- of modernistische stijl. Architecten als Henri Vaerwyck-Suys en Emile De Weerdt ontwierpen verschillende huizen in de Land van Waaslaan.
Bij de aanleg van de laan in 1911 werd voorzien om het afvalwater te kanaliseren naar en aan te sluiten op het Gentse riolennet. De Roosebroekbeek die tot dan daarvoor werd gebruikt zorgde immers regelmatig voor overstromingen. Tijdens de Eerste Wereldoorlog werd het riolennetwerk afgewerkt.
In 1918 werd een deel van de spoorlijn terug aangelegd als noodoplossing voor de door de Duitsers tijdens de oorlog opgeblazen spoorstaven even buiten het Dampoortstation. Eeklo en Antwerpen waren hierdoor onbereikbaar, want ook de bruggen op het nieuwe spoortracé via Oostakker werden opgeblazen. Deze spoorlijn werd aan het eind van de huidige Land van Waaslaan aangelegd om de pas aangelegde riolering niet te beschadigen. De spoorwegen werden terug afgebroken toen de herstelwerken aan de andere sporen waren afgelopen. De treinsporen werden nog even gebruikt om grond aan te voeren voor de afwerking van de Land van Waaslaan.

### Aanpassingen na de Tweede Wereldoorlog
In de jaren 1950 kwam er een nieuwe, jonge generatie uit diverse streken in de Land van Waaslaan wonen. Vanaf de jaren 1980 arriveerden ook bewoners uit landen als Turkije en Bulgarije. Niet enkel de bewoners, maar ook de laan zelf veranderde in deze periode. In 1959 werden de platanen langs de straatkant omgehakt en werd de straat opnieuw aangelegd met asfalt en beton in plaats van kasseistenen.  Het rustige karakter van de laan veranderde in een drukke invalsweg naar de stad Gent waarmee Sint-Amandsberg in 1976 fusioneerde.

## Verdere ontwikkelingen
In 2021 probeerde een bewonerscomité de problemen die zich door de veranderende functie van de laan stellen aan te pakken. Het probeerde om de bewoners dichter bij elkaar te brengen via allerlei activiteiten waaronder rommelmarkten, maar het botst nog op verschillende problemen zoals sluikstorten en veiligheid door het drukke autoverkeer. Het bewonerscomité formuleerde suggesties voor een verbeterde aanleg. Maar doordat de laan zowel op het grondgebied van Sint-Amandsberg als Gent ligt, is zowel de stad Gent als het Vlaams Gewest bevoegd voor de weg, met als gevolg dat de herinrichting van de laan al verschillende keren werd uitgesteld.